# Hörður Ingi Gunnarsson
Hörður Ingi Gunnarsson (Reykjavík, 14 agosto 1998) è un calciatore islandese, difensore del Valur.

## Caratteristiche tecniche
È un terzino sinistro.

## Carriera

### Club
Cresciuto nel settore giovanile dell'FH Hafnarfjörður, nel marzo 2017 viene ceduto in prestito al Víkingur Ólafsvík con cui debutta fra i professionisti giocando l'incontro di Úrvalsdeild perso 2-0 contro il Valur. A fine stagione viene nuovamente ceduto in prestito, questa volta all'HK Kópavogur in seconda divisione; nel febbraio 2018 passa a titolo definitivo all'ÍA Akraness dove gioca tre stagioni prima di fare ritorno all'FH Hafnarfjörður.
Il 19 gennaio 2022 passa a titolo definitivo ai norvegesi del Sogndal, a cui si lega con un contratto triennale. Il 6 aprile 2023 è stato annunciato il suo ritorno in patria, allo FH Hafnarfjörður.

### Nazionale
Ha giocato nelle nazionali giovanili islandesi Under-17 ed Under-19.
Nel 2021 viene convocato dalla nazionale under-21 islandese per il campionato europeo di categoria; scende in campo il 25 marzo nell'incontro della fase a gironi contro la Russia. Nel medesimo anno esordisce anche in nazionale maggiore.

## Statistiche
Statistiche aggiornate al 25 marzo 2021.

### Presenze e reti nei club
| Stagione        | Squadra           | Campionato      | Campionato | Campionato | Coppe nazionali | Coppe nazionali | Coppe nazionali | Coppe continentali | Coppe continentali | Coppe continentali | Altre coppe | Altre coppe | Altre coppe | Totale | Totale | Totale |
| Stagione        | Squadra           | Comp            | Pres       | Reti       | Comp            | Pres            | Reti            | Comp               | Pres               | Reti               | Comp        | Pres        | Reti        | Pres   | Reti   |        |
| --------------- | ----------------- | --------------- | ---------- | ---------- | --------------- | --------------- | --------------- | ------------------ | ------------------ | ------------------ | ----------- | ----------- | ----------- | ------ | ------ | ------ |
| 2017            | Víkingur Ólafsvík | UD              | 7          | 0          | CI+CdL          | 1+2             | 0               |                    | -                  | -                  |             | -           | -           | 10     | 0      |        |
| 2017            | FH Hafnarfjörður  | UD              | 0          | 0          | CI+CdL          | 0+2             | 0               |                    | -                  | -                  |             | -           | -           | 2      | 0      |        |
| 2017            | HK Kópavogur      | 1D              | 10         | 0          | CI+CdL          | 0               | 0               |                    | -                  | -                  |             | -           | -           | 10     | 0      |        |
| 2018            | ÍA Akraness       | 1D              | 20         | 0          | CI+CdL          | 3+3             | 0               |                    | -                  | -                  |             | -           | -           | 23     | 0      |        |
| 2019            | ÍA Akraness       | UD              | 21         | 2          | CI+CdL          | 2+6             | 0+1             |                    | -                  | -                  |             | -           | -           | 23     | 2      |        |
| 2020            | ÍA Akraness       | UD              | 0          | 0          | CI+CdL          | 0+2             | 0               |                    | -                  | -                  |             | -           | -           | 2      | 0      |        |
| 2020            | FH Hafnarfjörður  | UD              | 17         | 0          | CI+CdL          | 3+0             | 0               | UEL                | 1                  | 0                  |             | -           | -           | 21     | 0      |        |
| Totale carriera | Totale carriera   | Totale carriera | 75         | 2          |                 | 24              | 1               |                    | 1                  | 0                  |             | -           | -           | 100    | 3      |        |

## Palmarès

### Club

#### Competizioni nazionali
- Campionato islandese: 2

FH Hafnarfjörður: 2015, 2016
- Coppa di Lega islandese: 1

Valur: 2025
- 1. deild karla: 1

ÍA Akraness: 2018